# Елмонт (Нью-Йорк)
Елмонт (англ. Elmont) — переписна місцевість (CDP) в США, в окрузі Нассау штату Нью-Йорк. Населення — 33 198 осіб (2010).

## Географія
Елмонт розташований за координатами 40°41′57″ пн. ш. 73°42′22″ зх. д. / 40.69917° пн. ш. 73.70611° зх. д. (40.699176, -73.706166).  За даними Бюро перепису населення США в 2010 році переписна місцевість мала площу 8,76 км², з яких 8,72 км² — суходіл та 0,03 км² — водойми.

## Демографія
Згідно з переписом 2010 року, у переписній місцевості мешкало 33 198 осіб у 9847 домогосподарствах у складі 7655 родин. Густота населення становила 3792 особи/км².  Було 10279 помешкань (1174/км²).
Расовий склад населення:
| - 45,5 % — чорних або афроамериканців - 28,5 % — білих - 10,9 % — азіатів - 0,5 % — корінних американців - 10,4 % — осіб інших рас |

До двох чи більше рас належало 4,2 %. Частка іспаномовних становила 21,8 % від усіх жителів.
За віковим діапазоном населення розподілялося таким чином: 23,7 % — особи молодші 18 років, 65,3 % — особи у віці 18—64 років, 11,0 % — особи у віці 65 років та старші. Медіана віку мешканця становила 37,1 року. На 100 осіб жіночої статі у переписній місцевості припадало 92,9 чоловіків;  на 100 жінок у віці від 18 років та старших — 90,7 чоловіків також старших 18 років.
Середній дохід на одне домашнє господарство  становив 103 060 доларів США (медіана — 89 523), а середній дохід на одну сім'ю — 106 918 доларів (медіана — 94 473). Медіана доходів становила 50 565 доларів для чоловіків та 44 596 доларів для жінок. За межею бідності перебувало 8,0 % осіб, у тому числі 13,0 % дітей у віці до 18 років та 6,0 % осіб у віці 65 років та старших.
Цивільне працевлаштоване населення становило 19 473 особи. Основні галузі зайнятості: освіта, охорона здоров'я та соціальна допомога — 35,0 %, роздрібна торгівля — 13,2 %, транспорт — 8,9 %, науковці, спеціалісти, менеджери — 8,9 %.